# Alluaudomyia angulata
Alluaudomyia angulata är en tvåvingeart som beskrevs av Wirth och Mercedes Delfinado 1964. Alluaudomyia angulata ingår i släktet Alluaudomyia och familjen svidknott. Inga underarter finns listade i Catalogue of Life.